# NGC 5597
NGC 5597 (другие обозначения — MCG −3-37-2, VV 446, IRAS14216-1632, PGC 51456) —спиральная галактика в созвездии Весы.
Этот объект входит в число перечисленных в оригинальной редакции «Нового общего каталога».
В галактике вспыхнула сверхновая SN 2012es типа IIb, её пиковая видимая звездная величина составила 16,3.
В галактике вспыхнула сверхновая SN 1981E типа I, её пиковая видимая звездная величина составила 17.